# Agriochoerus
L'agriochero (gen. Agriochoerus) è un mammifero artiodattilo estinto, appartenende agli oreodonti. Visse tra l'Eocene superiore e l'Oligocene inferiore (circa 37 - 28 milioni di anni fa) e i suoi resti fossili sono stati ritrovati in Nordamerica.

## Descrizione
Questo animale, delle dimensioni di una pecora e del peso di circa 85 chilogrammi, possedeva una forma del corpo insolita per un artiodattilo. Il corpo era piuttosto allungato e sorretto da arti più allungati e snelli rispetto a quelli degli altri oreodonti. Le zampe anteriori erano a cinque dita, con il pollice ridotto, mentre quelle posteriori erano a quattro dita. La coda era lunga e pesante.  
Altra caratteristica insolita per gli artiodattili era data dalla presenza di veri e propri artigli, come confermato dalla forma delle falangi ungueali grandi, aguzze e ricurve. Il cranio era lungo e gracile, ma il muso era piuttosto corto. Erano presenti due robusti canini superiori, arcuati e scanalati; questi denti erano separati dai premolari da un lungo diastema; gli incisivi erano molto piccoli. L'ultimo premolare inferiore era diventato identico a un molare, mentre quello superiore era quasi molarizzato. Questo fenomeno è raro negli artiodattili, ma si riscontra in Dichodon, dove il quarto premolare è più complesso dei molari. 

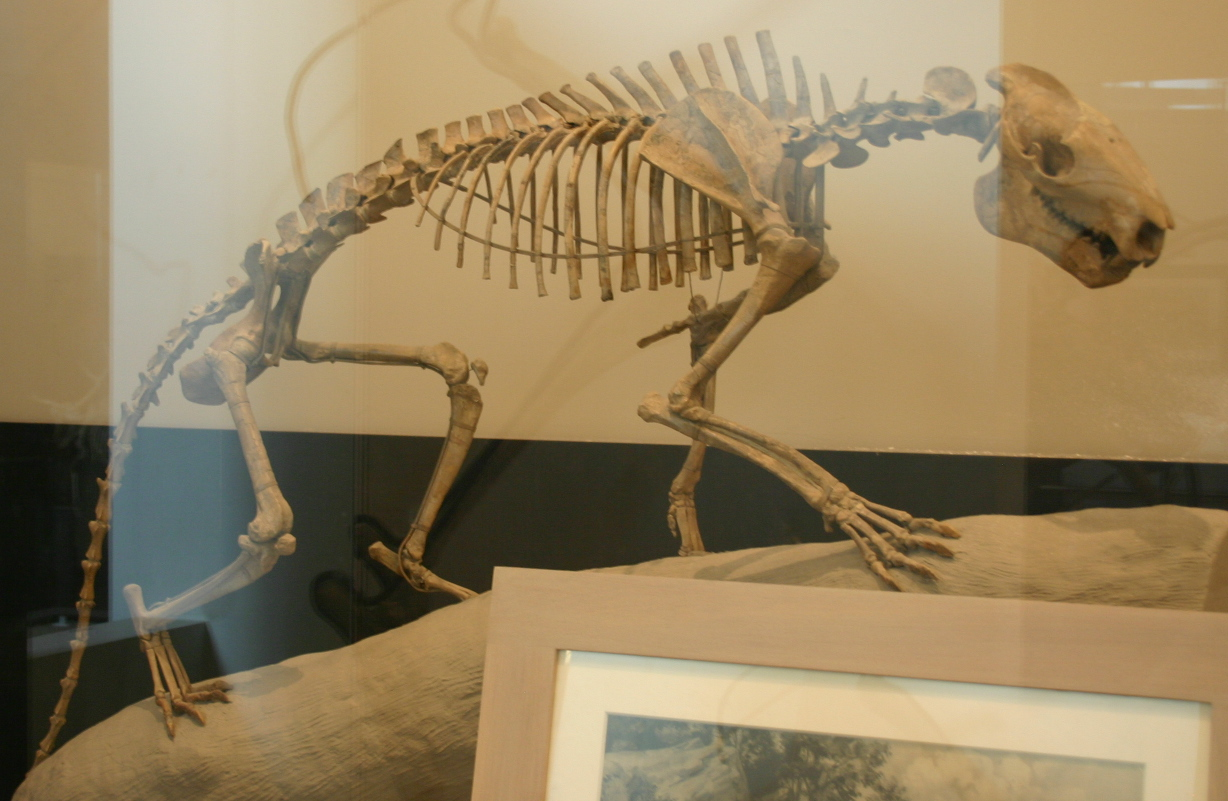
Scheletro di Agriochoerus antiquus

Il tronco allungato era dotato di vertebre lombari simili a quelle dei gatti; anche le zampe ricordavano quelle dei felidi. L'estremità distale dell'omero, con la sua troclea bassa e il capitellum simile a quello degli anoploteriidi, indica una libertà di movimento simile a quella dei cainoteriidi. 

## Classificazione
Il genere Agriochoerus venne descritto per la prima volta nel 1850 da Joseph Leidy; la specie tipo è Agriochoerus antiquus, i cui fossili sono stati rinvenuti in terreni eo-oligocenici del Nebraska, Dakota del Sud, Texas e Saskatchewan. Altre specie attribuite allo stesso genere sono A. gaudryi, A. guyotianus, A. crassus, A. major, A. maximus, A. minimus, tutte provenienti dall'Eocene - Oligocene del Nordamerica. Agriochoerus è il genere eponimo degli Agriochoeridae, un gruppo di mammiferi artiodattili affini ai mericoidodontidi, ma distinguibili da questi ultimi per una serie di caratteristiche dello scheletro e della dentatura. Agriochoerus sembrerebbe essere stato l'agriocheride più specializzato. 

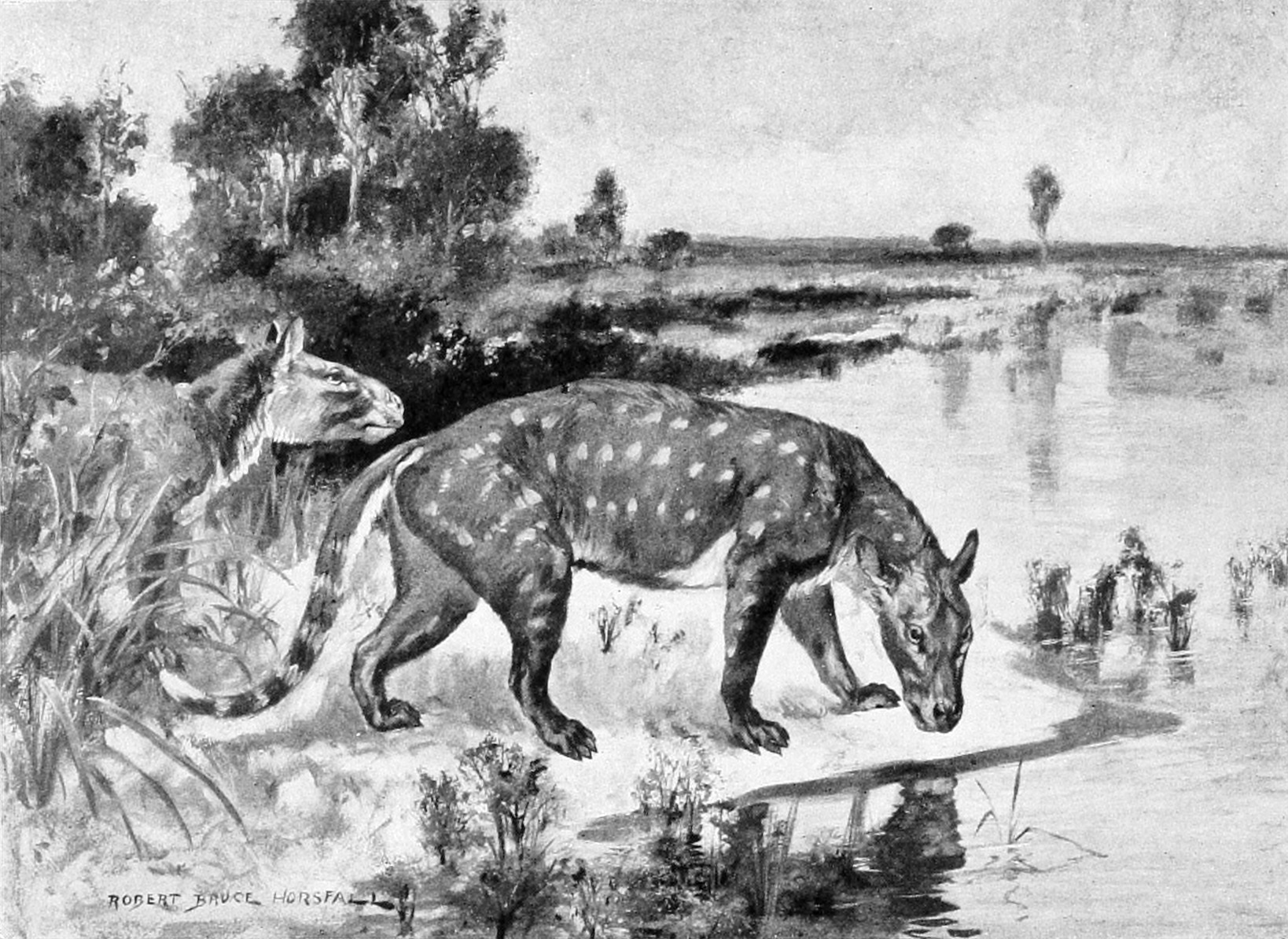
ricostruzione di Agriochoerus antiquus

## Paleoecologia
La morfologia dei denti indica che Agriochoerus indica che questo animale si nutriva di vegetali, anche se lo scheletro "da gatto" e la presenza di artigli nelle zampe richiamano più i carnivori. Alcuni studiosi hanno ipotizzato che Agriochoerus fosse in grado di arrampicarsi sugli alberi, a causa della presenza di forti artigli; altri studiosi hanno ritenuto che Agriochoerus fosse in grado di scavare tane sotterranee o di dissotterrare radici.

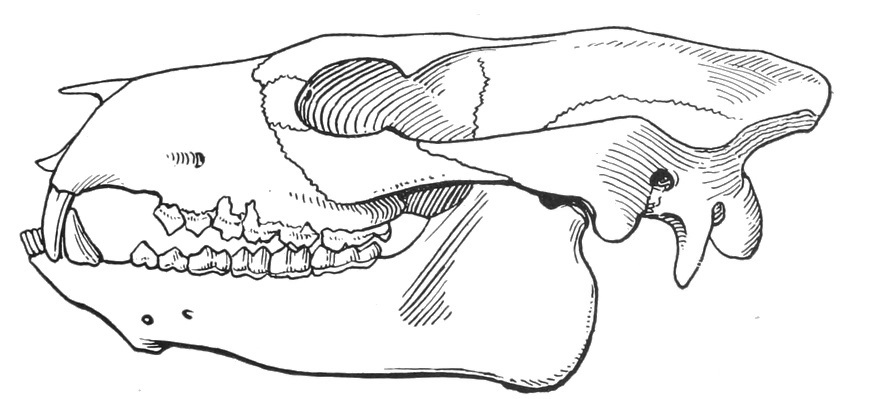
Cranio di Agriochoerus latifrons (=A. antiquus)